# Khar
Khar är en gewog i Bhutan.   Den ligger i distriktet Pemagatshel, i den sydöstra delen av landet, 180 kilometer öster om huvudstaden Thimphu.
I omgivningarna runt Khar växer i huvudsak städsegrön lövskog. Runt Khar är det ganska tätbefolkat, med 166 invånare per kvadratkilometer.